# Kiss the Coach
Kiss the Coach (Originaltitel: Playing for Keeps) ist eine US-amerikanische Filmkomödie von Gabriele Muccino aus dem Jahr 2012. In der Hauptrolle ist Gerard Butler zu sehen.

## Handlung
Der schottische Ex-Fußballstar George Dryer steckt in einer Krise, nachdem er seine Karriere wegen einer Verletzung hat aufgeben müssen. Seine Frau Stacie hat sich von ihm scheiden lassen und will wieder heiraten, mit seinem Sohn verbringt er nur wenig Zeit und sein Vermieter und seine Bank bedrängen ihn wegen seiner finanziellen Probleme.
Als er seinen Sohn beim Fußballtraining abgibt und dann mitansehen muss, dass der eigentliche Coach Jacob mehr telefoniert, als dass er sich um die Kinder kümmert, und inkompetente Ratschläge erteilt, übernimmt George spontan das Training. Die Kinder sind begeistert, und die Eltern bedrängen ihn, das Amt als Coach zu übernehmen. Seinem Sohn Lewis zuliebe trainiert er fortan die Fußballmannschaft; Jacob erklärt sich neidlos zum Co-Trainer.
Beim Training lernt George dann auch die Mütter der Spieler kennen, die sich für den attraktiven Schotten interessieren. So zum Beispiel bricht die alleinerziehende Barb mit ihrem Vorsatz, keine Männer mehr zu treffen, und die ehemalige Sportmoderatorin Denise will George helfen, einen Job als Fernsehexperte zu finden. Mit Carl, dem Mann von Patti und Vater einer Spielerin im Team, entwickelt sich eine Freundschaft. George gelingt es durch seine neue Aufgabe darüber hinaus, die Beziehung zu seinem Sohn zu verbessern.
Mit Barb und Denise beginnt George Affären, eigentlich möchte er aber seine Exfrau Stacie zurückgewinnen. Während Stacie bereits mitten in den Hochzeitsvorbereitungen steckt, verhilft ihm Denise zu einem Jobangebot in Connecticut. Doch George erkennt, dass er dort keineswegs ohne seine Familie leben möchte, also versucht er nun Stacie zurückzugewinnen. Obwohl Stacie erst nicht will, erkennt sie, dass George sie immer noch liebt, und sie bläst die Hochzeit ab. Auch George nimmt den Job nicht an und macht lieber mit seinem Freund Chip eine Sendung beim Lokalsender. George und Stacie finden so wieder zusammen. Der Film endet damit, dass die drei zusammen im Vorgarten Fußball spielen.

## Hintergrund
Kiss the Coach spielte an den Kinokassen der USA nur 13 Millionen US-Dollar ein.
Die Geschichte, wie George sie auf Carls Party vom Zusammentreffen mit der Queen, als er aus der Dusche kam, erzählt, bezieht sich auf ein ähnliches Erlebnis, das dem spanischen Fußballer Carles Puyol widerfuhr.

## Kritik
„Die Mischung aus Komödie und Vater-Sohn-(Ex-)frau-Melodram will nicht ganz aufgehen; die Komik verdankt sich vor allem den munter agierenden Nebendarstellern von Uma Thurman bis Dennis Quaid.“

„Jessica Biel und Gerard Butler geben sich Mühe, aber man merkt ihnen an, dass sie mit den müden Dialogen in vielen Standardszenen so wenig anfangen können wie wir. Der italienische Regisseur Gabriele Muccino (,Ein letzter Kuss‘) hat den vorläufigen Tiefpunkt seiner Zeit in Hollywood erreicht.“

## Auszeichnungen
Jessica Biel war 2013 für eine Goldene Himbeere als schlechteste Nebendarstellerin nominiert.